# Полоски (Польша)
Полоски (пол. Połoski) — деревня в Бяльском повете Люблинского воеводства Польши. Входит в состав гмины Пищац. По данным переписи 2011 года, в деревне проживало 619 человек.

## География
Деревня расположена на востоке Польши, на расстоянии приблизительно 23 километров юго-востоку от города Бяла-Подляска, административного центра повета. Абсолютная высота — 145 метров над уровнем моря. К востоку от населённого пункта проходит региональная автодорога 816.

## История
По данным на 1827 год имелось 98 дворов и проживало 640 человек. Согласно «Справочной книжке Седлецкой губернии на 1875 год» деревня являлась центром одноимённой гмины в составе Бельского уезда Седлецкой губернии. В 1912 году Бельский уезд был передан в состав новообразованной Холмской губернии.
В 1975—1998 годах деревня входила в состав Бяльскоподляского воеводства.

## Население
Демографическая структура по состоянию на 31 марта 2011 года:
|         | Всего | До трудоспособного возраста | Трудоспособного возраста | Старше трудоспособного возраста |
| ------- | ----- | --------------------------- | ------------------------ | ------------------------------- |
| Мужчины | 293   | 81                          | 191                      | 21                              |
| Женщины | 326   | 80                          | 175                      | 71                              |
| Всего   | 619   | 161                         | 366                      | 92                              |